# Willem II van Oranje

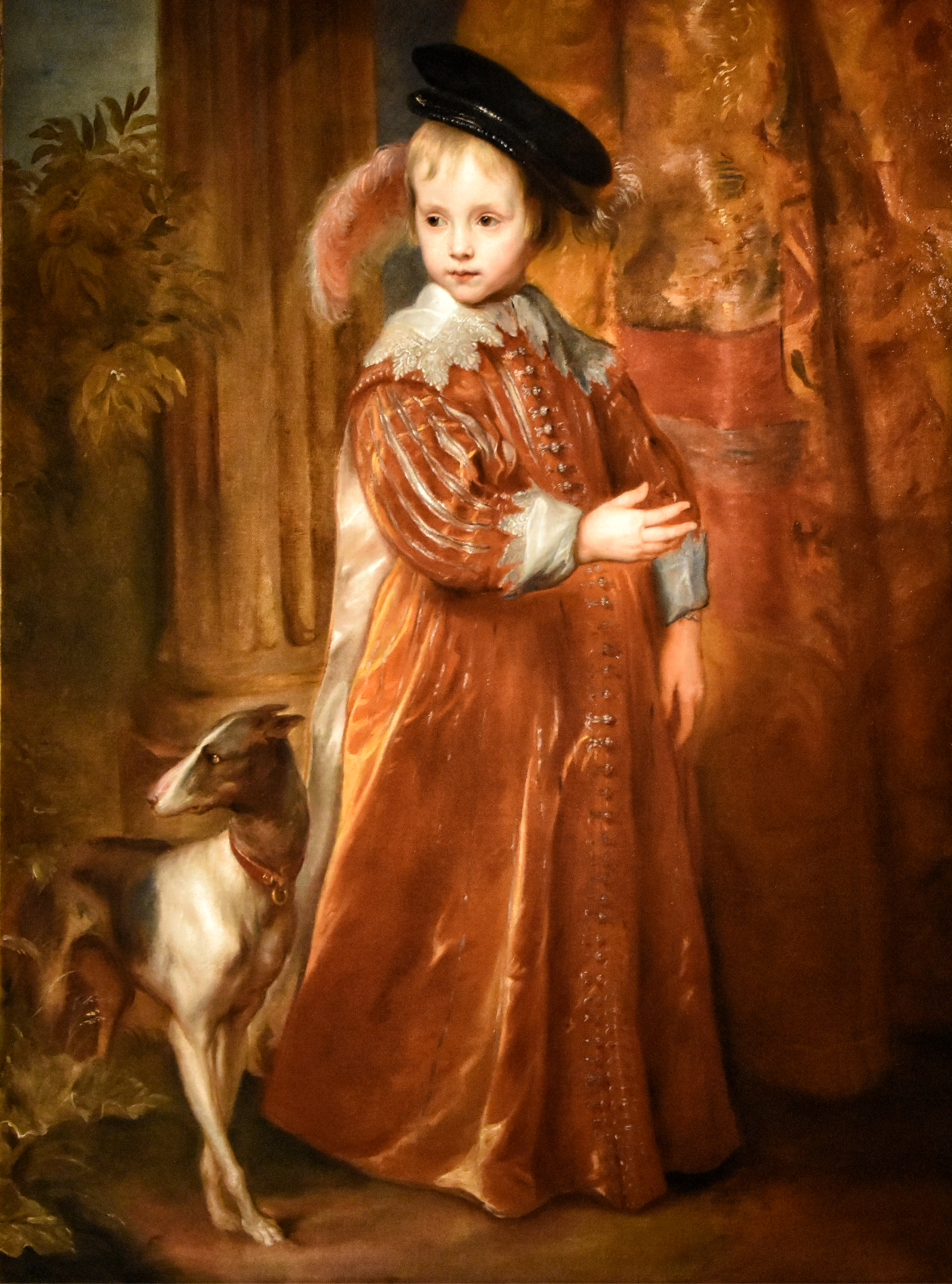
Willem, ca. 6 jaar (Antoon van Dyck)

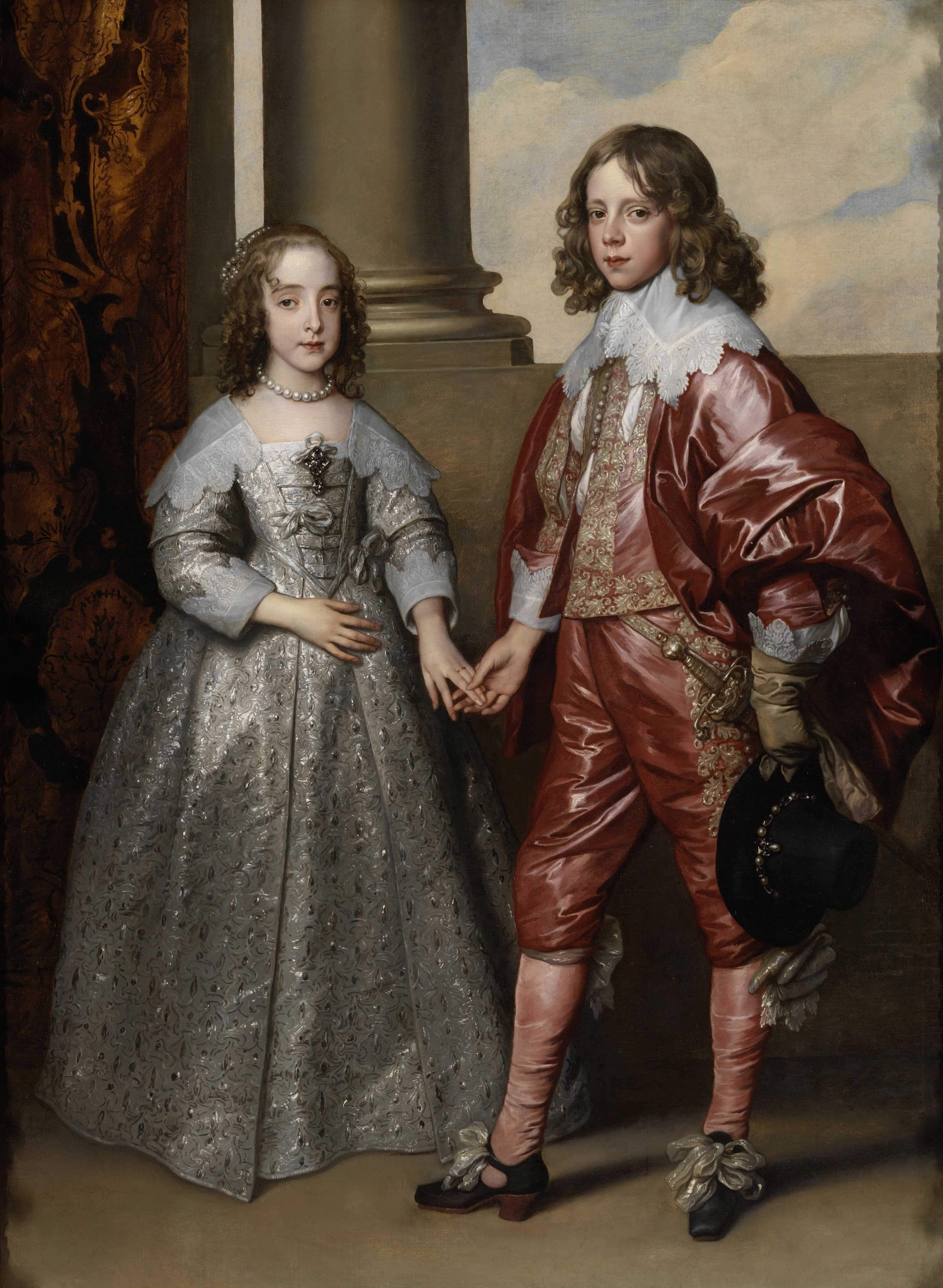
Willem met zijn toekomstige bruid Maria Stuart door Antoon van Dyck, Rijksmuseum

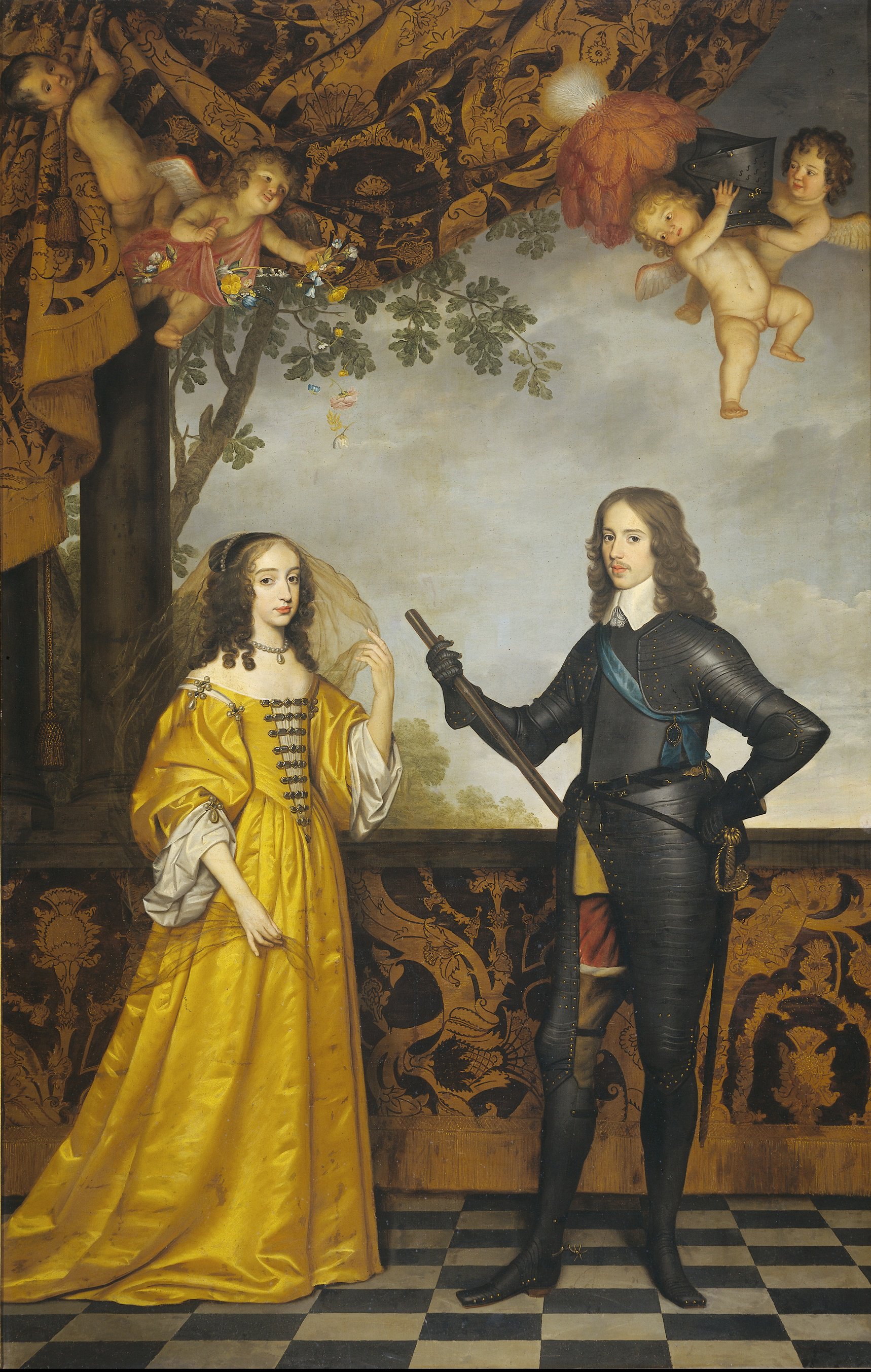
Willem II met zijn vrouw Maria Stuart door Gerard van Honthorst.

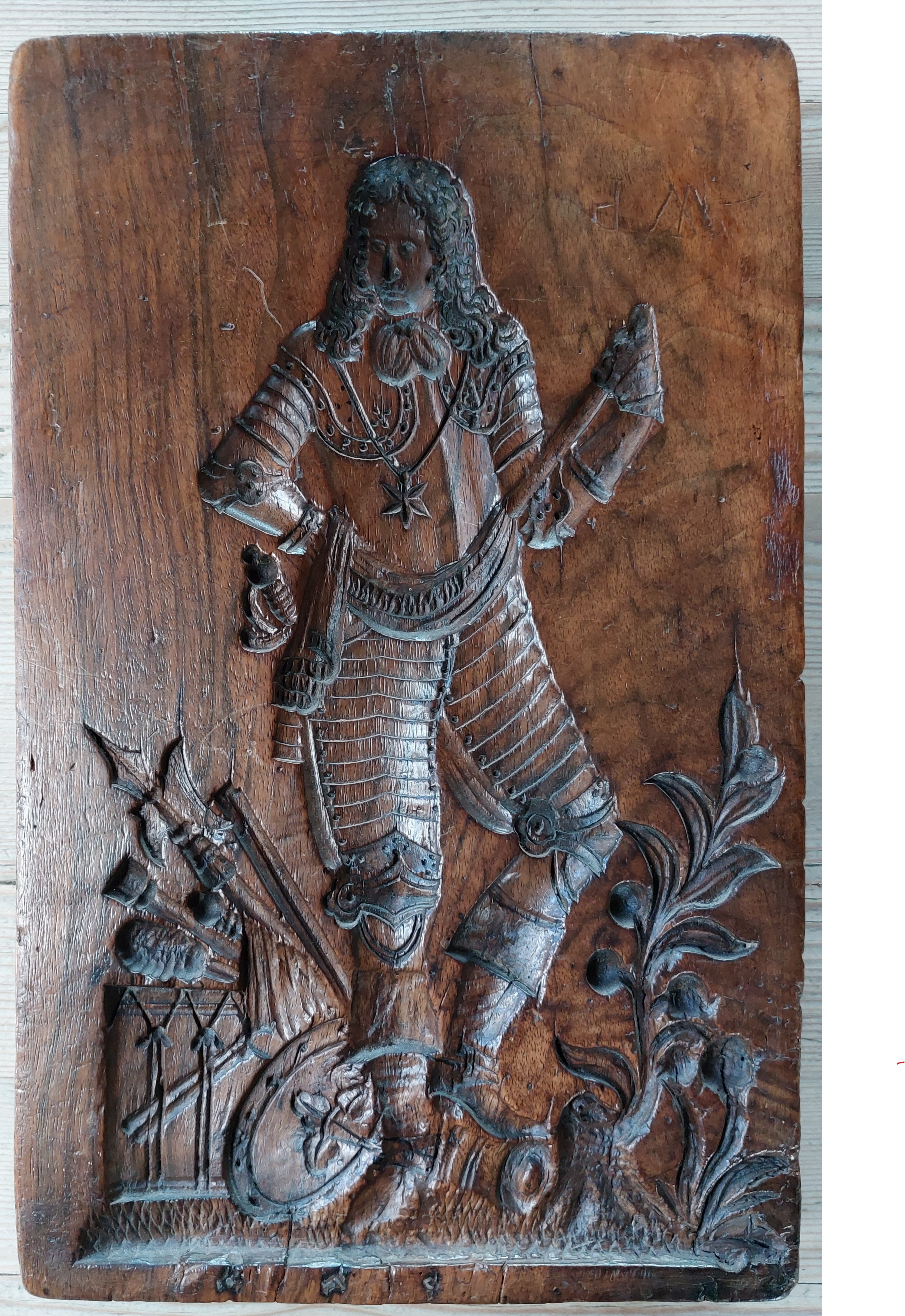
Koekplank met afbeelding van Willem II

Wapen van Willem II

Willem II (Den Haag, 27 mei 1626 – aldaar, 6 november 1650), prins van Oranje en graaf van Nassau-Oranje, was tussen 1647 en 1650 stadhouder van Holland, Zeeland, Utrecht, Overijssel, Gelre en Zutphen, Groningen en Drenthe.

## Biografie
Hij was de zoon van stadhouder en prins Frederik Hendrik van Oranje en diens achternicht Amalia van Solms. Hij trouwde op 14-jarige leeftijd met de negenjarige Maria Henriëtte Stuart, de oudste dochter van koning Karel I van Engeland.
Willem was in veel opzichten een ambitieuze en niet steeds diplomatieke man. Hij had nog als laatste der stadhouders oog voor alle zeventien Nederlanden en had daarmee voor de tijd waarin hij aantrad grote plannen. Hij constateerde in de Republiek der Verenigde Nederlanden te veel particularisme en verdeeldheid en zag kansen het land tot een meer gecentraliseerd, calvinistisch land te maken met hemzelf in een spilfunctie, mogelijk als monarch. Hij steunde daarbij op de orthodoxe calvinisten en kwam al gauw in conflict met de op financiële belangen gerichte staatsgezinden.
Hij was het in toenemende mate oneens met de politiek van religieuze tolerantie die zijn vader toepaste voor de veroverde Generaliteitslanden, waar de bevolking grotendeels rooms-katholiek wenste te blijven.
Willem droeg zijn steentje bij tijdens de Tachtigjarige Oorlog, waarbij de Hinderlaag bij Bergen op Zoom (1643) zijn eerste wapenfeit was. De vredesbesprekingen met de Spaanse koning waren geheel niet naar zijn zin, maar zij waren al te ver gevorderd om nog tot staan gebracht te worden toen zijn vader in 1647 stierf. Ook zijn moeder speelde daarbij een rol. Zij werd voor derving van inkomsten bij vrede schadeloos gesteld. Oppositie tegen de ratificatie van de Vrede van Münster kwam van Zeeland. Willem adviseerde tevergeefs de andere gewesten ook tegen te stemmen. Daarna verliet hij Den Haag om vooral zijn onmacht tegenover het gewest Holland te verbergen.

### Na de Vrede van Münster
De Vrede van Münster bracht economische ellende mee voor Zeeland omdat de handel op Schelde, Sas en Zwin zich weer naar Vlaamse havens verplaatste. De kolonie van de West-Indische Compagnie in Brazilië ging verloren en dat veroorzaakte grote onvrede. Verder werd overal in de Generaliteitslanden (behalve in Overmaas), de Hervorming doorgevoerd, wat tot spanningen leidde. De staatse handelaren in Holland zagen niet in dat zij daarvoor moesten betalen. Willem steunde de orthodoxen niet alleen moreel; in zijn eigen graafschap Lingen stelde hij een drost aan, Rutger van Haersolte, die in dit rooms-katholieke gebied de priesters verving door dominees en de kerken ontdeed van alle sier. Het werd echter spoedig duidelijk dat het allemaal niets uitmaakte; de Contrareformatie had haar werk gedaan en de bevolking bleef rooms-katholiek. De orthodoxen wilden hardere maatregelen en een sterker leger. De Hollandse steden, vooral Amsterdam, Dordrecht, Delft, Haarlem en het West-Friese Hoorn en Medemblik, wilden juist verkleining van het leger en handhaving van de waardgelders. De staatkundige verhoudingen in de republiek waren onduidelijk; grote vraag was wie nu eigenlijk het land regeerde.
In april 1650 keerde admiraal Witte de With in de Republiek terug zonder dat hij daar toestemming voor had gekregen. Nadat hij rapport had uitgebracht aan Willem II werd hij door de stadhouder op last van de Staten-Generaal gevangen gezet. Deze rechtsgang werd echter betwist door de stad Amsterdam en dit zou leiden tot een nieuw conflict tussen Willem II en Amsterdam.

### Staatsgreep
In juli 1650 probeerde Willem dit vacuüm in zijn voordeel te beslechten. Samen met Willem Frederik van Nassau-Dietz, stadhouder van Friesland, bereidde hij een staatsgreep voor die tot doel had de rol van de Staten-Generaal te versterken en de macht van het gewest Holland te breken. Eerst was er een propaganda-veldtocht. Er werd in Holland een vervalst geschrift uitgegeven dat later bekend stond als De elf artikelen. Daarin stond dat in geval van een Engelse burgeroorlog de regenten het parlement van Engeland - dat zojuist Willems schoonvader had laten onthoofden - zouden steunen met militaire troepen. Ook de Zuid-Nederlandse ('Spaanse') regering in Brussel had alle reden te voorkomen dat Willem de vrede zou breken. Toch gaven de Staten-Generaal de Prins een bezending voor de voornaamste steden in het gewest Holland.
Witte de With werd in de Haagse Voorpoort gevangengezet, ondanks zijn dertig jaar trouwe dienst. Zes Statenleden werden 30 juli gearresteerd in het stadhouderlijk kwartier aan het Binnenhof, net als Van Oldenbarnevelt in 1618 door prins Maurits. Het zestal werd opgesloten op Slot Loevestein, onder wie Jacob de Witt (vader van de latere raadpensionaris van Holland Johan de Witt) en de burgemeesters van Haarlem, Delft, Hoorn en Medemblik. Willem kreeg geen steun van Zeeland en Holland om in naam van de Staten-Generaal in te grijpen en eenzijdig legereenheden te ontbinden. De prins trok met zijn leger van Dordrecht naar Delft en Amsterdam. Een deel van de troepen, onder Cornelis van Aerssen en Frederik van Dohna, verdwaalde in de nacht van 29 op 30 juli op de hei bij Hilversum door onweer en slecht zicht. Een postbode bracht burgemeester Cornelis Bicker van de bedreiging op de hoogte. Poorten werden gesloten, bruggen opgehaald, de schutterij gemobiliseerd en kanonnen naar de wallen gesleept. Hoewel de verrassingsaanval op Amsterdam zo mislukte, kreeg de Prins wel zijn zin. Cornelis de Graeff kreeg van Willem te horen dat Cornelis Bicker en zijn broer Andries Bicker uit de Amsterdamse vroedschap moesten verdwijnen, wat gebeurde. Maar binnen een jaar waren de gebroeders Bicker in hun ambten hersteld. De Loevesteinse factie werd vrijgelaten. Deze poging tot een staatsgreep en aanval op de grote handelsstad Amsterdam maakte in heel Europa een slechte indruk. Joost van den Vondel dichtte: 'Geen adel, maar een schelm, heeft lust de Kroon der steden te trappen met den hoef (..)'.

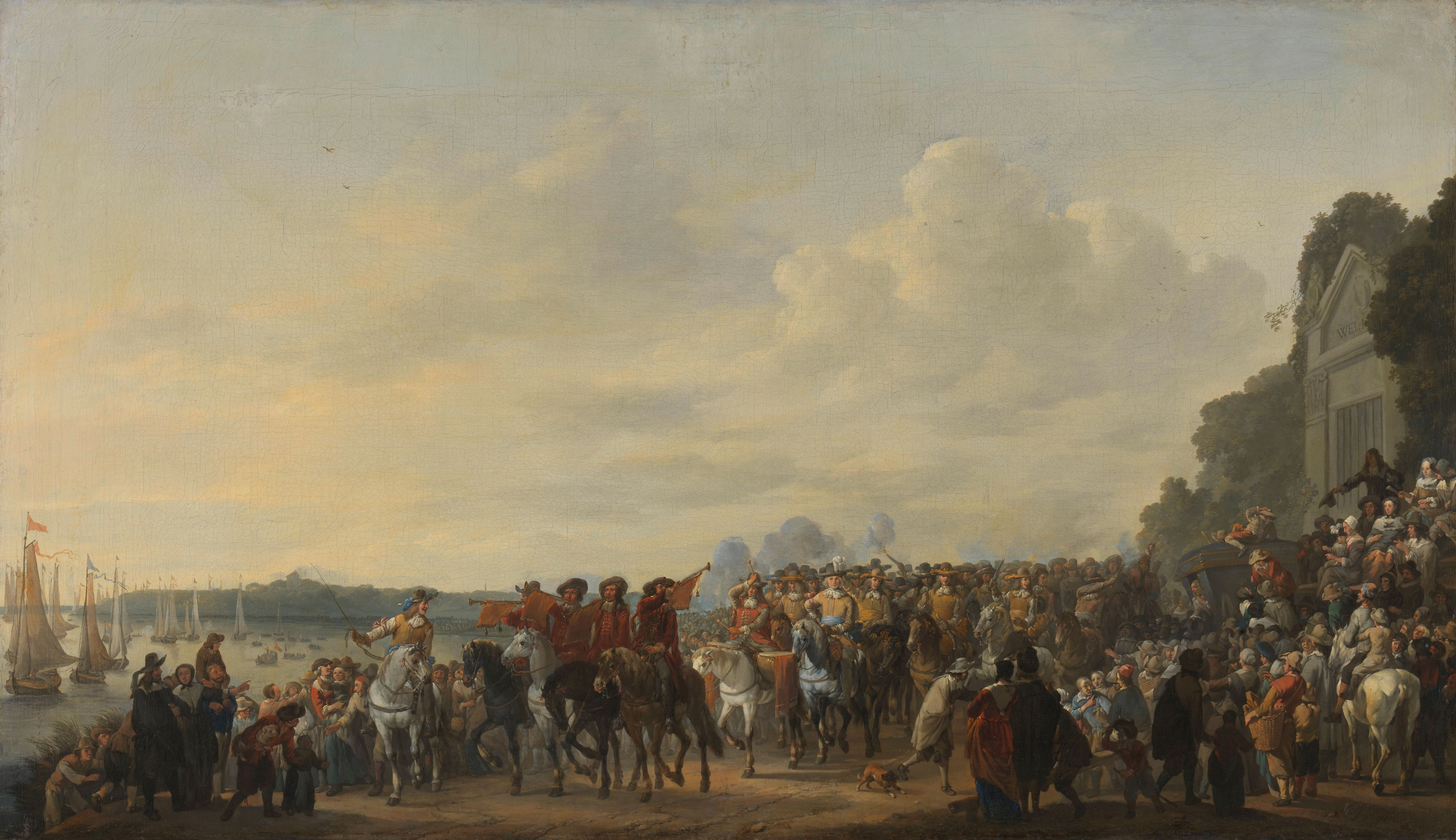
Prins Willem II met zijn leger bij de Amstel tijdens de aanslag op Amsterdam in 1650 (Johannes Lingelbach; 1650 à 1674)

### Overlijden
In oktober, na een jachtpartij op de Veluwe, kreeg de prins koorts. Hij bleek aan pokken te lijden en op 6 november stierf hij op 24-jarige leeftijd. Acht dagen later werd zijn erfgenaam geboren, de latere stadhouder Willem III. Willems stoffelijk overschot werd in maart 1651 bijgezet in de grafkelder van Oranje-Nassau in de Nieuwe Kerk in Delft. De Staatsgezinden maakten gebruik van de verwarring in het vijandelijke orangistische kamp. Er was in Holland en Zeeland inmiddels een grote meerderheid ontstaan die geen stadhouder meer wenste, en deze gewesten sleepten Utrecht mee: het Eerste Stadhouderloze Tijdperk was geboren. Staatkundige verhoudingen werden besproken in de Grote Vergadering ("Unie, militie en religie").

## Kwartierstaat
| Willem I van Nassau-Dillenburg (1487–1559) | Willem I van Nassau-Dillenburg (1487–1559) | Willem I van Nassau-Dillenburg (1487–1559) | Willem I van Nassau-Dillenburg (1487–1559) | Willem I van Nassau-Dillenburg (1487–1559) | Willem I van Nassau-Dillenburg (1487–1559) | Juliana van Stolberg-Wernigerode (1506-1580) | Juliana van Stolberg-Wernigerode (1506-1580) | Juliana van Stolberg-Wernigerode (1506-1580) | Juliana van Stolberg-Wernigerode (1506-1580) | Juliana van Stolberg-Wernigerode (1506-1580) | Juliana van Stolberg-Wernigerode (1506-1580) |                                         |                                         | Gaspard de Coligny (1519-1572)          | Gaspard de Coligny (1519-1572)          | Gaspard de Coligny (1519-1572)            | Gaspard de Coligny (1519-1572)            | Gaspard de Coligny (1519-1572)            | Gaspard de Coligny (1519-1572)            | Charlotte de Laval (1530-1568)            | Charlotte de Laval (1530-1568)            | Charlotte de Laval (1530-1568) | Charlotte de Laval (1530-1568) | Charlotte de Laval (1530-1568)         | Charlotte de Laval (1530-1568)         |                                        |                                        | Koenraad van Solms-Braunfels (1540-1592) | Koenraad van Solms-Braunfels (1540-1592) | Koenraad van Solms-Braunfels (1540-1592) | Koenraad van Solms-Braunfels (1540-1592) | Koenraad van Solms-Braunfels (1540-1592)         | Koenraad van Solms-Braunfels (1540-1592)         | Elisabeth van Nassau (1542-1603)                 | Elisabeth van Nassau (1542-1603)                 | Elisabeth van Nassau (1542-1603)                 | Elisabeth van Nassau (1542-1603)                 | Elisabeth van Nassau (1542-1603) | Elisabeth van Nassau (1542-1603) |                              |                              | Lodewijk I van Sayn-Wittgenstein (1532-1605) | Lodewijk I van Sayn-Wittgenstein (1532-1605) | Lodewijk I van Sayn-Wittgenstein (1532-1605) | Lodewijk I van Sayn-Wittgenstein (1532-1605) | Lodewijk I van Sayn-Wittgenstein (1532-1605) | Lodewijk I van Sayn-Wittgenstein (1532-1605) | Elisabeth van Solms-Laubach (1549–1599)                    | Elisabeth van Solms-Laubach (1549–1599)                    | Elisabeth van Solms-Laubach (1549–1599)                    | Elisabeth van Solms-Laubach (1549–1599)                    | Elisabeth van Solms-Laubach (1549–1599)                    | Elisabeth van Solms-Laubach (1549–1599)                    |  |  |  |  |  |  |  |  |  |  |  |  |  |  |  |  |  |  |  |  |  |  |  |  |  |  |  |  |  |  |  |  |  |  |  |  |  |  |  |  |  |  |  |  |  |  |  |  |
| Willem I van Nassau-Dillenburg (1487–1559) | Willem I van Nassau-Dillenburg (1487–1559) | Willem I van Nassau-Dillenburg (1487–1559) | Willem I van Nassau-Dillenburg (1487–1559) | Willem I van Nassau-Dillenburg (1487–1559) | Willem I van Nassau-Dillenburg (1487–1559) | Juliana van Stolberg-Wernigerode (1506-1580) | Juliana van Stolberg-Wernigerode (1506-1580) | Juliana van Stolberg-Wernigerode (1506-1580) | Juliana van Stolberg-Wernigerode (1506-1580) | Juliana van Stolberg-Wernigerode (1506-1580) | Juliana van Stolberg-Wernigerode (1506-1580) |                                         |                                         | Gaspard de Coligny (1519-1572)          | Gaspard de Coligny (1519-1572)          | Gaspard de Coligny (1519-1572)            | Gaspard de Coligny (1519-1572)            | Gaspard de Coligny (1519-1572)            | Gaspard de Coligny (1519-1572)            | Charlotte de Laval (1530-1568)            | Charlotte de Laval (1530-1568)            | Charlotte de Laval (1530-1568) | Charlotte de Laval (1530-1568) | Charlotte de Laval (1530-1568)         | Charlotte de Laval (1530-1568)         |                                        |                                        | Koenraad van Solms-Braunfels (1540-1592) | Koenraad van Solms-Braunfels (1540-1592) | Koenraad van Solms-Braunfels (1540-1592) | Koenraad van Solms-Braunfels (1540-1592) | Koenraad van Solms-Braunfels (1540-1592)         | Koenraad van Solms-Braunfels (1540-1592)         | Elisabeth van Nassau (1542-1603)                 | Elisabeth van Nassau (1542-1603)                 | Elisabeth van Nassau (1542-1603)                 | Elisabeth van Nassau (1542-1603)                 | Elisabeth van Nassau (1542-1603) | Elisabeth van Nassau (1542-1603) |                              |                              | Lodewijk I van Sayn-Wittgenstein (1532-1605) | Lodewijk I van Sayn-Wittgenstein (1532-1605) | Lodewijk I van Sayn-Wittgenstein (1532-1605) | Lodewijk I van Sayn-Wittgenstein (1532-1605) | Lodewijk I van Sayn-Wittgenstein (1532-1605) | Lodewijk I van Sayn-Wittgenstein (1532-1605) | Elisabeth van Solms-Laubach (1549–1599)                    | Elisabeth van Solms-Laubach (1549–1599)                    | Elisabeth van Solms-Laubach (1549–1599)                    | Elisabeth van Solms-Laubach (1549–1599)                    | Elisabeth van Solms-Laubach (1549–1599)                    | Elisabeth van Solms-Laubach (1549–1599)                    |  |  |  |  |  |  |  |  |  |  |  |  |  |  |  |  |  |  |  |  |  |  |  |  |  |  |  |  |  |  |  |  |  |  |  |  |  |  |  |  |  |  |  |  |  |  |  |  |
|                                            |                                            |                                            |                                            |                                            |                                            |                                              |                                              |                                              |                                              |                                              |                                              |                                         |                                         |                                         |                                         |                                           |                                           |                                           |                                           |                                           |                                           |                                |                                |                                        |                                        |                                        |                                        |                                          |                                          |                                          |                                          |                                                  |                                                  |                                                  |                                                  |                                                  |                                                  |                                  |                                  |                              |                              |                                              |                                              |                                              |                                              |                                              |                                              |                                                            |                                                            |                                                            |                                                            |                                                            |                                                            |  |  |  |  |  |  |  |  |  |  |  |  |  |  |  |  |  |  |  |  |  |  |  |  |  |  |  |  |  |  |  |  |  |  |  |  |  |  |  |  |  |  |  |  |  |  |  |  |
|                                            |                                            |                                            |                                            | Willem van Oranje (1533–1584)              | Willem van Oranje (1533–1584)              | Willem van Oranje (1533–1584)                | Willem van Oranje (1533–1584)                | Willem van Oranje (1533–1584)                | Willem van Oranje (1533–1584)                |                                              |                                              |                                         |                                         |                                         |                                         | Louise de Coligny (1555–1620)             | Louise de Coligny (1555–1620)             | Louise de Coligny (1555–1620)             | Louise de Coligny (1555–1620)             | Louise de Coligny (1555–1620)             | Louise de Coligny (1555–1620)             |                                |                                |                                        |                                        |                                        |                                        |                                          |                                          |                                          |                                          | Johan Albrecht I van Solms-Braunfels (1563-1623) | Johan Albrecht I van Solms-Braunfels (1563-1623) | Johan Albrecht I van Solms-Braunfels (1563-1623) | Johan Albrecht I van Solms-Braunfels (1563-1623) | Johan Albrecht I van Solms-Braunfels (1563-1623) | Johan Albrecht I van Solms-Braunfels (1563-1623) |                                  |                                  |                              |                              |                                              |                                              | Agnes van Sayn-Wittgenstein (1569–1617)      | Agnes van Sayn-Wittgenstein (1569–1617)      | Agnes van Sayn-Wittgenstein (1569–1617)      | Agnes van Sayn-Wittgenstein (1569–1617)      | Agnes van Sayn-Wittgenstein (1569–1617)                    | Agnes van Sayn-Wittgenstein (1569–1617)                    |                                                            |                                                            |                                                            |                                                            |  |  |  |  |  |  |  |  |  |  |  |  |  |  |  |  |  |  |  |  |  |  |  |  |  |  |  |  |  |  |  |  |  |  |  |  |  |  |  |  |  |  |  |  |  |  |  |  |
|                                            |                                            |                                            |                                            | Willem van Oranje (1533–1584)              | Willem van Oranje (1533–1584)              | Willem van Oranje (1533–1584)                | Willem van Oranje (1533–1584)                | Willem van Oranje (1533–1584)                | Willem van Oranje (1533–1584)                |                                              |                                              |                                         |                                         |                                         |                                         | Louise de Coligny (1555–1620)             | Louise de Coligny (1555–1620)             | Louise de Coligny (1555–1620)             | Louise de Coligny (1555–1620)             | Louise de Coligny (1555–1620)             | Louise de Coligny (1555–1620)             |                                |                                |                                        |                                        |                                        |                                        |                                          |                                          |                                          |                                          | Johan Albrecht I van Solms-Braunfels (1563-1623) | Johan Albrecht I van Solms-Braunfels (1563-1623) | Johan Albrecht I van Solms-Braunfels (1563-1623) | Johan Albrecht I van Solms-Braunfels (1563-1623) | Johan Albrecht I van Solms-Braunfels (1563-1623) | Johan Albrecht I van Solms-Braunfels (1563-1623) |                                  |                                  |                              |                              |                                              |                                              | Agnes van Sayn-Wittgenstein (1569–1617)      | Agnes van Sayn-Wittgenstein (1569–1617)      | Agnes van Sayn-Wittgenstein (1569–1617)      | Agnes van Sayn-Wittgenstein (1569–1617)      | Agnes van Sayn-Wittgenstein (1569–1617)                    | Agnes van Sayn-Wittgenstein (1569–1617)                    |                                                            |                                                            |                                                            |                                                            |  |  |  |  |  |  |  |  |  |  |  |  |  |  |  |  |  |  |  |  |  |  |  |  |  |  |  |  |  |  |  |  |  |  |  |  |  |  |  |  |  |  |  |  |  |  |  |  |
|                                            |                                            |                                            |                                            |                                            |                                            |                                              |                                              |                                              |                                              | Frederik Hendrik van Oranje (1584–1647)      | Frederik Hendrik van Oranje (1584–1647)      | Frederik Hendrik van Oranje (1584–1647) | Frederik Hendrik van Oranje (1584–1647) | Frederik Hendrik van Oranje (1584–1647) | Frederik Hendrik van Oranje (1584–1647) |                                           |                                           |                                           |                                           |                                           |                                           |                                |                                |                                        |                                        |                                        |                                        |                                          |                                          |                                          |                                          |                                                  |                                                  |                                                  |                                                  |                                                  |                                                  | Amalia van Solms (1602−1675)     | Amalia van Solms (1602−1675)     | Amalia van Solms (1602−1675) | Amalia van Solms (1602−1675) | Amalia van Solms (1602−1675)                 | Amalia van Solms (1602−1675)                 |                                              |                                              |                                              |                                              |                                                            |                                                            |                                                            |                                                            |                                                            |                                                            |  |  |  |  |  |  |  |  |  |  |  |  |  |  |  |  |  |  |  |  |  |  |  |  |  |  |  |  |  |  |  |  |  |  |  |  |  |  |  |  |  |  |  |  |  |  |  |  |
|                                            |                                            |                                            |                                            |                                            |                                            |                                              |                                              |                                              |                                              | Frederik Hendrik van Oranje (1584–1647)      | Frederik Hendrik van Oranje (1584–1647)      | Frederik Hendrik van Oranje (1584–1647) | Frederik Hendrik van Oranje (1584–1647) | Frederik Hendrik van Oranje (1584–1647) | Frederik Hendrik van Oranje (1584–1647) |                                           |                                           |                                           |                                           |                                           |                                           |                                |                                |                                        |                                        |                                        |                                        |                                          |                                          |                                          |                                          |                                                  |                                                  |                                                  |                                                  |                                                  |                                                  | Amalia van Solms (1602−1675)     | Amalia van Solms (1602−1675)     | Amalia van Solms (1602−1675) | Amalia van Solms (1602−1675) | Amalia van Solms (1602−1675)                 | Amalia van Solms (1602−1675)                 |                                              |                                              |                                              |                                              |                                                            |                                                            |                                                            |                                                            |                                                            |                                                            |  |  |  |  |  |  |  |  |  |  |  |  |  |  |  |  |  |  |  |  |  |  |  |  |  |  |  |  |  |  |  |  |  |  |  |  |  |  |  |  |  |  |  |  |  |  |  |  |
|                                            |                                            |                                            |                                            |                                            |                                            |                                              |                                              |                                              |                                              |                                              |                                              |                                         |                                         |                                         |                                         |                                           |                                           |                                           |                                           |                                           |                                           |                                |                                |                                        |                                        |                                        |                                        |                                          |                                          |                                          |                                          |                                                  |                                                  |                                                  |                                                  |                                                  |                                                  |                                  |                                  |                              |                              |                                              |                                              |                                              |                                              |                                              |                                              |                                                            |                                                            |                                                            |                                                            |                                                            |                                                            |  |  |  |  |  |  |  |  |  |  |  |  |  |  |  |  |  |  |  |  |  |  |  |  |  |  |  |  |  |  |  |  |  |  |  |  |  |  |  |  |  |  |  |  |  |  |  |  |
|                                            |                                            |                                            |                                            |                                            |                                            |                                              |                                              |                                              |                                              |                                              |                                              |                                         |                                         |                                         |                                         |                                           |                                           |                                           |                                           |                                           |                                           |                                |                                |                                        |                                        |                                        |                                        |                                          |                                          |                                          |                                          |                                                  |                                                  |                                                  |                                                  |                                                  |                                                  |                                  |                                  |                              |                              |                                              |                                              |                                              |                                              |                                              |                                              |                                                            |                                                            |                                                            |                                                            |                                                            |                                                            |  |  |  |  |  |  |  |  |  |  |  |  |  |  |  |  |  |  |  |  |  |  |  |  |  |  |  |  |  |  |  |  |  |  |  |  |  |  |  |  |  |  |  |  |  |  |  |  |
| Willem II van Oranje (1626-1650)           | Willem II van Oranje (1626-1650)           | Willem II van Oranje (1626-1650)           | Willem II van Oranje (1626-1650)           | Willem II van Oranje (1626-1650)           | Willem II van Oranje (1626-1650)           |                                              |                                              | Louise Henriëtte van Nassau (1627-1667)      | Louise Henriëtte van Nassau (1627-1667)      | Louise Henriëtte van Nassau (1627-1667)      | Louise Henriëtte van Nassau (1627-1667)      | Louise Henriëtte van Nassau (1627-1667) | Louise Henriëtte van Nassau (1627-1667) |                                         |                                         | Isabella Charlotte van Nassau (1632-1642) | Isabella Charlotte van Nassau (1632-1642) | Isabella Charlotte van Nassau (1632-1642) | Isabella Charlotte van Nassau (1632-1642) | Isabella Charlotte van Nassau (1632-1642) | Isabella Charlotte van Nassau (1632-1642) |                                |                                | Albertine Agnes van Nassau (1634-1696) | Albertine Agnes van Nassau (1634-1696) | Albertine Agnes van Nassau (1634-1696) | Albertine Agnes van Nassau (1634-1696) | Albertine Agnes van Nassau (1634-1696)   | Albertine Agnes van Nassau (1634-1696)   |                                          |                                          | Henriëtte Catharina van Nassau (1637-1708)       | Henriëtte Catharina van Nassau (1637-1708)       | Henriëtte Catharina van Nassau (1637-1708)       | Henriëtte Catharina van Nassau (1637-1708)       | Henriëtte Catharina van Nassau (1637-1708)       | Henriëtte Catharina van Nassau (1637-1708)       |                                  |                                  | Maria van Nassau (1642-1688) | Maria van Nassau (1642-1688) | Maria van Nassau (1642-1688)                 | Maria van Nassau (1642-1688)                 | Maria van Nassau (1642-1688)                 | Maria van Nassau (1642-1688)                 |                                              |                                              | ... + 2 jong overleden dochters en één jong overleden zoon | ... + 2 jong overleden dochters en één jong overleden zoon | ... + 2 jong overleden dochters en één jong overleden zoon | ... + 2 jong overleden dochters en één jong overleden zoon | ... + 2 jong overleden dochters en één jong overleden zoon | ... + 2 jong overleden dochters en één jong overleden zoon |  |  |  |  |  |  |  |  |  |  |  |  |  |  |  |  |  |  |  |  |  |  |  |  |  |  |  |  |  |  |  |  |  |  |  |  |  |  |  |  |  |  |  |  |  |  |  |  |

Nageslacht
- Willem III van Oranje, gehuwd met Maria II van Engeland